# Ernst Heinrich von Schimmelmann

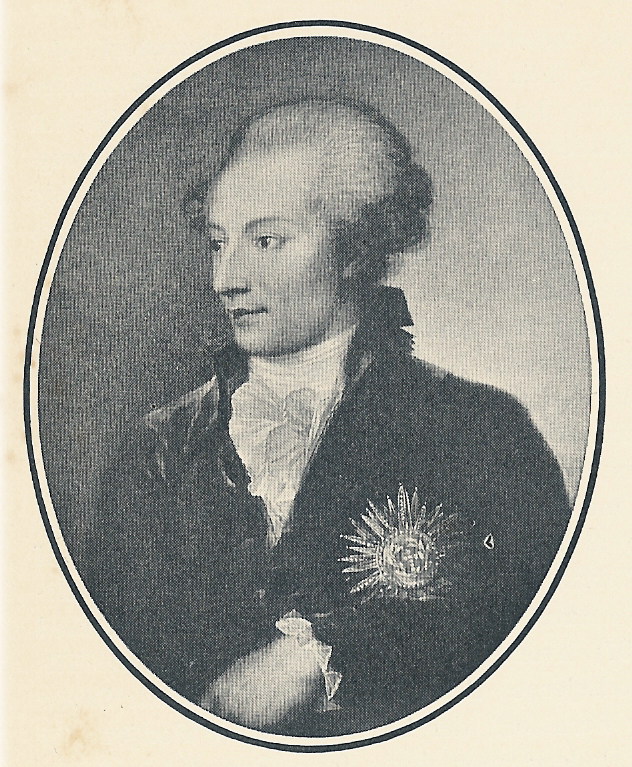
Ernst Heinrich von Schimmelmann

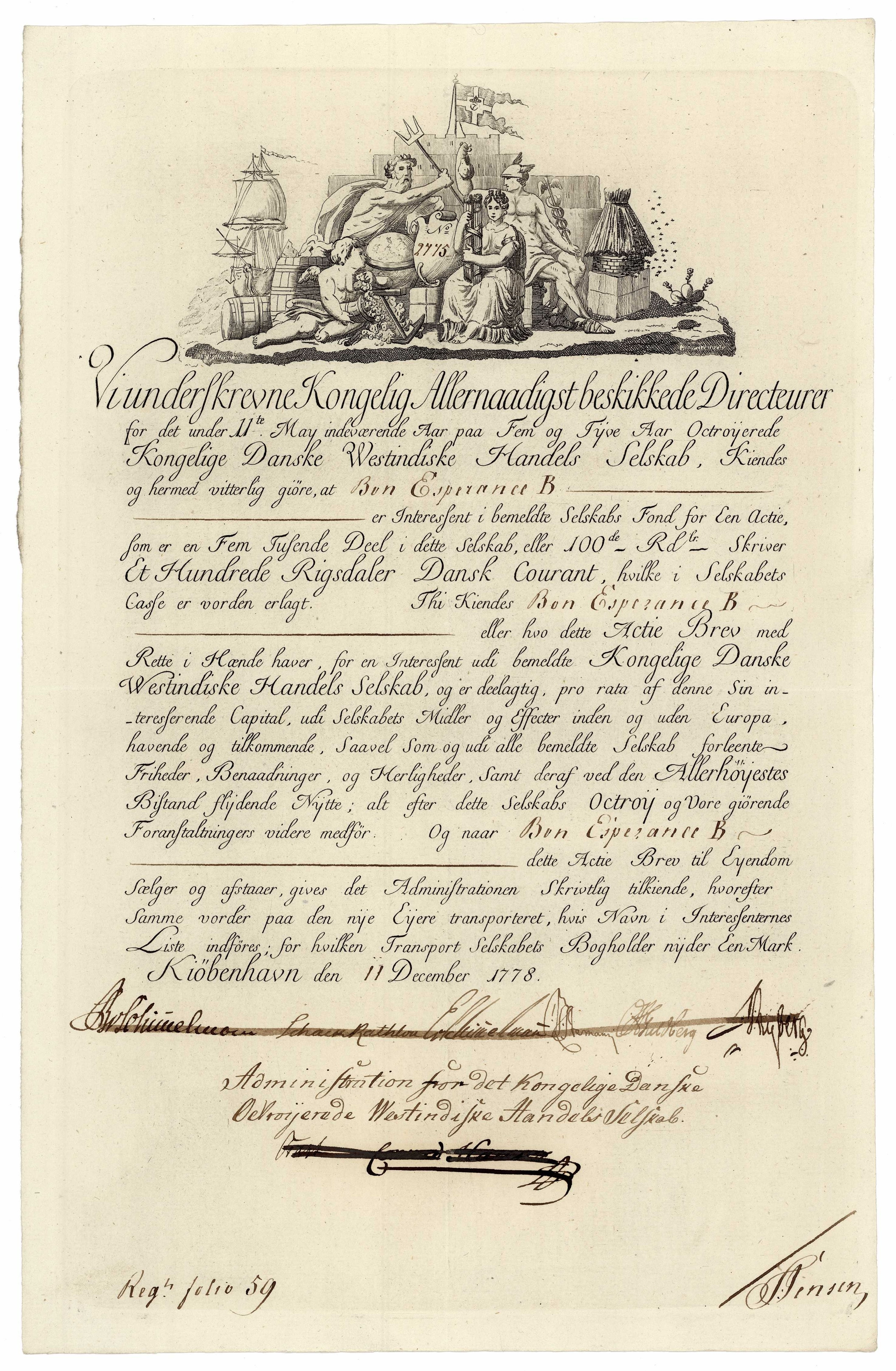
Aktie der Dänisch-Westindischen Handelsgesellschaft vom 11. Dezember 1778 mit Unterschrift des Verwaltungsrates E. H. von Schimmelmann

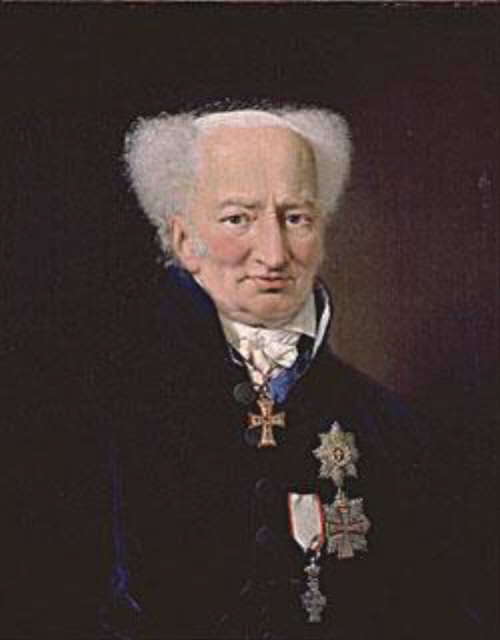
E.H. v. Schimmelmann von Christian Albrecht Jensen (1827)

Ernst Heinrich Graf von Schimmelmann (* 4. Dezember 1747 in Dresden; † 9. Februar 1831 in Kopenhagen) war ein dänischer Finanz- und Außenminister.

## Leben
Ernst Heinrich von Schimmelmann war der älteste Sohn von Heinrich Carl von Schimmelmann und Caroline Tugendreich von Friedeborn (1730–1795). Ab 1759 lebte er mit seiner Familie in Holstein, wo sein Vater das Schloss Ahrensburg erworben hatte. Dort war der spätere Taubstummenlehrer Samuel Heinicke sein Hauslehrer. Anschließend unternahm Schimmelmann eine Grand tour durch England, Frankreich und Italien, auf der er Nationalökonomie studierte. Nach seiner Rückkehr 1767 trat er als Konferenzrat in den Staatsdienst ein und stieg dort unter seinem Vater bald auf. 1771 reiste er nach Norwegen.
1775 heiratete er Emilie Caroline Christiane Rantzau (* 1752). Die Ehe blieb kinderlos. Sie starb 1780 an Tuberkulose. Zu ihrer Erinnerung ließ Schimmelmann von Nicolai Abildgaard den klassizistischen Emilienbrunnen am Strandvej vor seinem Landhaus Sølyst bei Klampenborg (Gentofte Kommune) errichten. Friedrich Leopold zu Stolberg-Stolberg widmete ihr das Gedicht Hellebæk nach dem Sommersitz des Paares nahe der Schimmelmannschen Gewehrfabrik in Hellebæk.

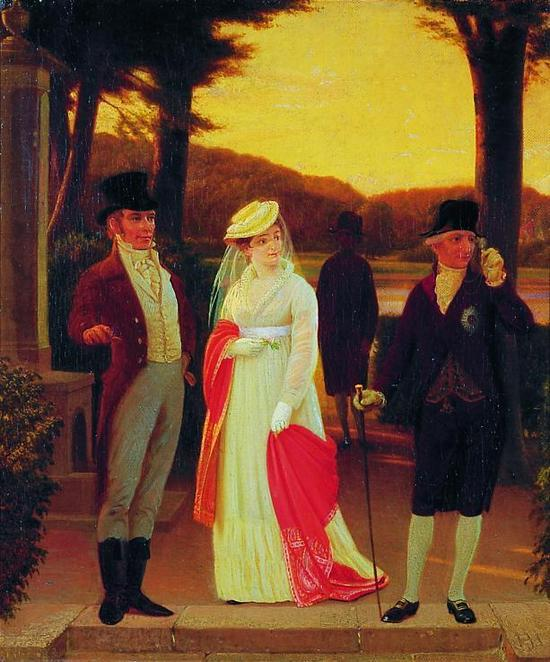
Schimmelmann und seine zweite Frau Charlotte zusammen mit Jens Baggesen am Emilienbrunnen bei Kopenhagen (Gemälde von Hans Jørgen Hammer)

Nach dem Tod seines Vaters 1782 erbte Schimmelmann Schloss und Lehnsgrafschaft Lindenborg bei Aalborg in Nordjütland und übernahm die Leitung des Familienfideikommiss. Aus den Plantagen seines Vaters in den dänischen Kolonien Saint Thomas, Saint Croix und Saint Jan in Westindien erhielt er jährlich über 100.000 Reichstaler.
1782 schloss er eine zweite Ehe mit Charlotte von Schimmelmann, geb. Schubart (1757–1816), die ebenfalls kinderlos blieb. Statt eigener Kinder adoptierte das Ehepaar zwei verwaiste Mädchen, ihre Nichte Josephine und die gleichaltrige Louise. Seine zweite Frau betätigte sich als Salonniere und Förderin der Kultur. So finanzierte das Ehepaar Schimmelmann Jens Baggesen und Adam Oehlenschläger Reisen ins Ausland. Zusammen mit dem Prinzen Friedrich Christian von Augustenburg boten sie 1791 Friedrich Schiller eine jährliche Pension von 1000 Talern an, die ihm drei Jahre lang gezahlt wurde, um ihm während seiner Krankheit Finanzsorgen zu nehmen. Sie nahm auch großen Anteil an der aufgeklärten Reformen, die ihr Mann und seine Kollegen im Dänischen Gesamtstaat einführten.
1783 bereitete Schimmelmann zusammen mit Christian Ditlev Reventlow und Andreas Peter Bernstorff den Sturz von Ove Høegh-Guldberg vor, der seit 1772 für den geisteskranken König Christian VII. regiert hatte. Unter dem neuen Regenten, dem jungen Kronprinzen Friedrich, wurde Schimmelmann 1784 dänischer Finanz- und Handelsminister. Gemeinsam mit Reventlow und Bernstorff wirkte er erfolgreich auf eine Modernisierung der Wirtschaft und der Industrie hin. Bis 1800 galt Dänemark deshalb als der fortschrittlichste Staat Europas. 1790 wurde er in den Elefanten-Orden aufgenommen.
1792 erwirkte Schimmelmann das Verbot des Sklavenhandels, das aber erst 1803 in Kraft trat. Er setzte sich auch für eine bessere Behandlung der Sklaven ein. Bis zum endgültigen Inkrafttreten des Verbot des Sklavenhandels profitierte Schimmelmann nicht nur weiterhin von der Sklaverei, durch die seine Zuckerrohr-Plantagen und die Zuckerraffinerie in Kopenhagen große Gewinne abwarfen, sondern vergab auch Kredite, durch die andere Plantagenbesitzer sich vor Inkrafttreten des Verbots mehr Sklaven beschaffen konnten.
Während der Napoleonischen Kriege 1800 bis 1813, denen Schimmelmann mit seiner Finanzpolitik nicht entgegensteuerte, erhöhten sich die dänischen Staatsschulden von 10,5 Millionen Taler auf 142 Millionen, was 1813 zum dänischen Staatsbankrott führte. Die Währungsreform, die Schimmelmann daraufhin durchsetzte, führte zu einer massiven Geldabwertung und weiterem Niedergang der Wirtschaft. Auch ein Teil des Familienvermögens ging verloren. Schimmelmann verlor das Finanzministerium, blieb aber Mitglied der Regierung.
1824 übernahm er das Auswärtige Ministerium, das bis zu seinem Tode 1831 führte.
Er ist neben seinen beiden Frauen in der St.-Petri-Kirche der deutschsprachigen Gemeinde in Kopenhagen beigesetzt, deren Kirchenpatron er seit 1800 war und deren Wiederaufbau nach den Zerstörungen durch die Bombardierung Kopenhagens 1807 er leitete.

## Abstammung
|  |                                                               |  |  |  |  |  |  |  |  |  |  |  |  |  |  |  |
|  | Diedrich Jacob Schimmelmann (1683–1743) Kaufmann und Ratsherr |  |  |  |  |  |  |  |  |  |  |  |  |  |  |  |
|  |                                                               |  |  |  |  |  |  |  |  |  |  |  |  |  |  |  |
|  |                                                               |  |  |  |  |  |  |  |  |  |  |  |  |  |  |  |
|  | Heinrich Carl von Schimmelmann (1724–1782) Kaufmann und Graf  |  |  |  |  |  |  |  |  |  |  |  |  |  |  |  |
|  |                                                               |  |  |  |  |  |  |  |  |  |  |  |  |  |  |  |
|  |                                                               |  |  |  |  |  |  |  |  |  |  |  |  |  |  |  |
|  | Esther Elisabeth Ludendorff (1684–1752)                       |  |  |  |  |  |  |  |  |  |  |  |  |  |  |  |
|  |                                                               |  |  |  |  |  |  |  |  |  |  |  |  |  |  |  |
|  |                                                               |  |  |  |  |  |  |  |  |  |  |  |  |  |  |  |
|  | Ernst Heinrich von Schimmelmann (1747–1831)                   |  |  |  |  |  |  |  |  |  |  |  |  |  |  |  |
|  |                                                               |  |  |  |  |  |  |  |  |  |  |  |  |  |  |  |
|  |                                                               |  |  |  |  |  |  |  |  |  |  |  |  |  |  |  |
|  | Alexander von Friedeborn (1690–1752)                          |  |  |  |  |  |  |  |  |  |  |  |  |  |  |  |
|  |                                                               |  |  |  |  |  |  |  |  |  |  |  |  |  |  |  |
|  |                                                               |  |  |  |  |  |  |  |  |  |  |  |  |  |  |  |
|  | Caroline Tugendreich Friedeborn (1730–1795)                   |  |  |  |  |  |  |  |  |  |  |  |  |  |  |  |
|  |                                                               |  |  |  |  |  |  |  |  |  |  |  |  |  |  |  |
|  |                                                               |  |  |  |  |  |  |  |  |  |  |  |  |  |  |  |
|  | Maria Katharina von Muellenheim-Rechberg                      |  |  |  |  |  |  |  |  |  |  |  |  |  |  |  |
|  |                                                               |  |  |  |  |  |  |  |  |  |  |  |  |  |  |  |
|  |                                                               |  |  |  |  |  |  |  |  |  |  |  |  |  |  |  |